# Герб Тальнівського району
Герб Тальнівського району — офіційний символ Тальнівського району, затверджений 28 березня 2003 р. рішенням сесії районної ради.

## Опис
На зеленому полі лазурове перекинуте увігнуте вістря зі срібним солярно-лунарним знаком у центрі та червоно-срібною облямівкою. Щит увінчано золотою короною з рослинним орнаментом та обрамлено вінком із золотого колосся, обвитим червоною стрічкою з срібним написом "Тальнівський район".